# Wapen van Krimpenerwaard

Wapen van Krimpenerwaard

Het wapen van Krimpenerwaard werd op per Koninklijk Besluit op 1 februari 2016 aan de op 1 januari 2015 ontstane Zuid-Hollandse gemeente Krimpenerwaard toegekend. Deze gemeente is een samenvoeging van de gemeenten Bergambacht, Nederlek, Ouderkerk, Schoonhoven en Vlist.

## Blazoenering
De blazoenering van het wapen luidt als volgt:
Gevierendeeld; I in zilver een leeuw van sabel; II in keel een kasteel van goud, bestaande uit drie gekanteelde torens met afgeknotte daken, verbonden door muren, de middelste toren hoger dan de beide buitenste; III in keel een ster van goud; IV in zilver drie wassenaars van sabel. Het schild gedekt met een gouden kroon van drie bladeren en twee parels

## Geschiedenis
Het wapen is samengesteld uit elementen uit de wapens van de voormalige gemeenten.
In het eerste kwartier is een klimmende zwarte leeuw in zilver opgenomen, afkomstig van het wapen van Schoonhoven. 
In het tweede kwartier is een gouden kasteel in rood opgenomen, afkomstig van het wapen van Haastrecht (en voormalige gemeente Vlist). 
In het derde kwartier is de zespuntige gouden ster in het rood van het wapen van Gouderak (en voormalige gemeente Ouderkerk) opgenomen. 
In het vierde kwartier zijn de drie zwarte wassenaars (of wassende manen) in het zilver van het geslacht van Polanen opgenomen, afkomstig van de wapens van Bergambacht, Nederlek en Ouderkerk aan den IJssel

Het schild is bedekt met een gravenkroon.

## Afbeeldingen

Wapen van Bergambacht
Wapen van Nederlek
Wapen van Ouderkerk
Wapen van Schoonhoven
Wapen van Vlist